# Kulturno-povijesna cjelina naselja Donja Pušća
Kulturno-povijesna cjelina naselja Donja Pušća, građevina u mjestu Donja Pušća, u općini Pušća, zaštićeno kulturno dobro.

## Opis
Župna crkva, župni dvor, mjesno groblje i kapela čine povezanu kulturno povijesnu cjelina smještenu na padini brijega u središtu naselja. Župna crkva je jednobrodna građevina s nižim i užim svetištem zaključenim trostranom apsidom. Sjeverno je sakristija s oratorijem, a južno grobnica obitelji Rauch. Na glavnom pročelju dominira visoki zvonik s baroknom lukovicom. Crkva je srednjovjekovna, barokizirana u 18. st., i radikalno obnovljena u 19. st. Kapela M.B. Čiselske je barokna, jednobrodna, svođena građevina s užim svetištem i stiješnjenom apsidom te zvonikom iznad pročelja. Posebno je vrijedan njezin atektonski barokni oltar s retablom u obliku isprepletene vinove loze.

## Zaštita
Pod oznakom Z-3833 zaveden je kao nepokretno kulturno dobro – pojedinačno, pravna statusa zaštićena kulturnog dobra, klasificirano kao "sakralna graditeljska baština".